# Varuna
To je članek o bogu Varuni. Za čezneptunsko telo glej 20000 Varuna.
Varuna (»tisti, ki pokriva« nebo) je v hunduizmu eden od najpomembnejših bogov. V predvedskem času je bil najverjetneje najvišji bog in varuh svetovnega reda, bog dežja in zakona, ki je skrbel da se je Sonce gibalo. Bil je vseveden in vsemogočen.
Varuna je gospodar rte - energije, ki poganja Vesolje v času, v pravem vrstnem redu in načinu. Varuna je Lunino božanstvo in je v umetnosti upodobljen kot beli mož z zlatim oklepom in zanko ali lasom, narejenim iz kače v roki. Jaha morsko pošast Makaro. Varuna je eden od osmih Ašta-Dikpalasov  in predstavlja zahod.
Varuna je bog mrtvih in lahko podari nesmrtnost. Verjetno je najbolj povezan z dežjem. Ko je Indra prevzel svoje nekdanje mesto kot gospodar Vesolja, je Varuna postal bog oceanov in rek ter varuh duš utopljenih. Strežejo mu Nage, legendarni indijski kačji ljudje.